# Gustav Eskilsson
Gustav Eskilsson (Skellefteå, 2 de enero de 1992) es un deportista sueco que compitió en curling. Ganó una medalla de plata en el Campeonato Mundial de Curling Masculino de 2014.

## Palmarés internacional
| Campeonato Mundial | Campeonato Mundial | Campeonato Mundial | Campeonato Mundial |
| Año                | Lugar              | Medalla            | Prueba             |
| ------------------ | ------------------ | ------------------ | ------------------ |
| 2014               | Pekín (China)      | Medalla de plata   | Equipo             |